# Multinomialtheorem
In der Mathematik stellt das Multinomialtheorem (auch Multinomialformel oder Multinomialsatz) oder Polynomialtheorem eine Verallgemeinerung des binomischen Lehrsatzes auf die Summe beliebig vieler Glieder dar, indem es die Binomialkoeffizienten als Multinomialkoeffizienten verallgemeinert.

## Formel
Das Multinomialtheorem besagt, dass
{\displaystyle (x_{1}+x_{2}+\ldots +x_{n})^{k}\,=\sum _{k_{1}+\ldots +k_{n}=k \atop k_{1},\ldots ,k_{n}\geq 0}{k \choose k_{1},\ldots ,k_{n}}\,\cdot \,x_{1}^{k_{1}}\cdot x_{2}^{k_{2}}\cdots x_{n}^{k_{n}}.}
Die Koeffizienten dieses Polynomausdrucks sind die Multinomialkoeffizienten
{\displaystyle {k \choose k_{1},\,\ldots ,\,k_{n}}={\frac {k!}{k_{1}!\cdot \,\ldots \,\cdot k_{n}!}}},
die ihren Namen aufgrund ihres Auftretens im Multinomialtheorem erhalten haben.
Eine kürzere Formulierung erlaubt die Multiindexnotation mit Multiindex {\displaystyle \alpha }:
{\displaystyle (x_{1}+x_{2}+\cdots +x_{n})^{k}=\sum _{|\alpha |=k}{{k} \choose \alpha }\cdot x^{\alpha }.}
Dabei identifiziert man {\displaystyle x} mit dem Vektor {\displaystyle (x_{1},\ldots ,x_{n})\in \mathbb {R} ^{n}}.

## Beispiel
{\displaystyle (x+y+z)^{3}={3 \choose 3,0,0}\,x^{3}+{3 \choose 2,1,0}\,x^{2}y+{3 \choose 2,0,1}\,x^{2}z+{3 \choose 1,2,0}\,xy^{2}+{3 \choose 1,1,1}\,xyz+{3 \choose 1,0,2}\,xz^{2}+{3 \choose 0,3,0}\,y^{3}+{3 \choose 0,2,1}\,y^{2}z+{3 \choose 0,1,2}\,yz^{2}+{3 \choose 0,0,3}\,z^{3}}
Nach Auswerten der Multinomialkoeffizienten erhält man
{\displaystyle (x+y+z)^{3}=x^{3}+3x^{2}y+3x^{2}z+3xy^{2}+6xyz+3xz^{2}+y^{3}+3y^{2}z+3yz^{2}+z^{3}}.

## Anwendung
Als Korollar aus dem Multinomialtheorem gewinnt man beispielsweise für Multiindizes die Abschätzung
{\displaystyle n^{k}=(1+\cdots +1)^{k}=\sum _{|\beta |=k}{\frac {|\beta |!}{\beta !}}\geq {\frac {|\alpha |!}{\alpha !}}} für alle {\displaystyle \alpha } mit {\displaystyle |\alpha |=k},
also
{\displaystyle |\alpha |!\leq n^{|\alpha |}\cdot \alpha !}.

## Herleitung
Das Multinomialtheorem lässt sich durch folgende Überlegung herleiten: Schreibt man das Produkt {\displaystyle (x_{1}+\ldots +x_{n})^{k}} aus, so liest es sich als
{\displaystyle (x_{1}+\ldots +x_{n})\cdot (x_{1}+\ldots +x_{n})\cdots (x_{1}+\ldots +x_{n})}.
Beim Ausmultiplizieren der {\displaystyle n} gleichen Klammerausdrücke fließt in jedes Produkt aus jeder Summe {\displaystyle (x_{1}+\ldots +x_{n})} genau ein Glied ein. Somit entstehen Produkte der Form {\displaystyle x_{1}^{k_{1}}\cdot x_{2}^{k_{2}}\cdots x_{n}^{k_{n}}} mit {\displaystyle k_{1}+k_{2}+\ldots k_{n}=k}. Diese Produkte werden additiv verknüpft, und es bleibt nur noch zu klären, welche Produkte wie oft entstehen. Ein Produkt {\displaystyle x_{1}^{k_{1}}\cdot x_{2}^{k_{2}}\cdots x_{n}^{k_{n}}} entsteht dadurch, dass aus {\displaystyle n} Klammerausdrücken {\displaystyle k_{1}}-mal die Zahl {\displaystyle x_{1}}ausgewählt wurde, {\displaystyle k_{2}}-mal die Zahl {\displaystyle x_{2}}ausgewählt wurde usw. Für diese Auswahl gibt es aber gerade {\displaystyle {\tbinom {k}{k_{1},\ldots ,k_{n}}}} Möglichkeiten.

## Formelle Beweise
Das Multinomialtheorem lässt sich beispielsweise mit Hilfe einer mehrdimensionalen Taylorentwicklung erster Ordnung oder durch vollständige Induktion über {\displaystyle n} unter Zuhilfenahme des binomischen Lehrsatzes beweisen.